# MediaCoder
MediaCoder este un convertor liber audio, video pentru Windows dezvoltat de Stanley Huang și pus sub licență Mozilla Public License 1.1 (MPL 1.1), care folosește diverse codecuri open source audio/video și unelte pentru convertirea diferitelor formate audio/video, având în plus și multe alte facilități . Utilizările obișnuite ale programului includ compresia, conversia și extragerea coloanelor audio (sonore) din fișierele video. Multe formate sunt suportate, inclusiv MP3, Vorbis, AAC, Windows Media Audio, RealAudio, WAV, H.264, Xvid, DivX 4/5, MPEG-2, AVI, CD, și DVD.

## Formate suportate
- MP3, Ogg Vorbis, AAC, AAC+, AAC+V2, Musepack, WMA, RealAudio, Dirac, Speex, AMR, mp3PRO
- FLAC, WavPack, Monkey's Audio, OptimFROG, Apple Lossless, WMA Lossless, WAV/PCM
- H.264, Xvid, DivX, MPEG 1/2/4, H.263, Flash Video, 3ivx, RealVideo, Windows Media, Theora
- AVI, MPEG-2/VOB, Matroska, MP4, RealMedia, ASF/WMV, QuickTime, Ogg Media
- CD, VCD, DVD, Cue sheet